# Fiji i olympiska vinterspelen 2002
Fiji deltog i olympiska vinterspelen 2002. Fijis trupp bestod av Laurence Thoms, 21 år, 334 dagar, han deltog i alpin skidåkning. Det här var Fijis tredje olympiska vinterspel.

## Resultat

### Alpin skidåkning
- Storslalom
  - Laurence Thoms - 55
- Slalom
  - Laurence Thoms - ?